# Harry Depp
Pour les articles homonymes, voir Depp.
Harry Depp est un acteur américain né le 22 février 1883 à Saint-Louis, (Missouri) et mort le 31 mars 1957 à Hollywood (Californie).

## Filmographie
longs métrages

### Années 1910
- 1916 : The Love Girl
- 1916 : A Youth of Fortune
- 1916 : Saving the Family Name
- 1918 : The Man Who Woke Up
- 1918 : The Strange Woman

### Années 1920
- 1920 : Sic-Em
- 1922 : Le Bac tragique (Quincy Adams Sawyer) de Clarence G. Badger
- 1923 : His Last Race
- 1923 : Nobody's Money de Wallace Worsley
- 1924 : Inez from Hollywood d'Alfred E. Green
- 1926 : When the Wife's Away

### Années 1930
- 1933 : La Boule rouge (Blood Money) de Rowland Brown
- 1934 : Straight Is the Way
- 1934 : You Belong to Me d'Alfred L. Werker
- 1934 : The Cat and the Fiddle
- 1934 : The Girl from Missouri
- 1934 : Helldorado
- 1934 : One Hour Late
- 1935 : Coronado
- 1935 : One More Spring de Henry King
- 1935 : Here Comes Cookie
- 1935 : The Lone Wolf Returns
- 1935 : Vivre sa vie (I Live My Life) de W. S. Van Dyke
- 1935 : His Night Out
- 1936 : Colleen
- 1936 : And Sudden Death
- 1936 : Fatal Lady
- 1936 : Earthworm Tractors
- 1936 : Easy to Take
- 1936 : Love Before Breakfast
- 1936 : A Son Comes Home
- 1936 : The Bride Comes Home
- 1936 : Come Closer, Folks (en) de D. Ross Lederman
- 1936 : Alibi for Murder
- 1936 : Panic on the Air
- 1936 : La musique vient par ici (The Music Goes 'Round)
- 1936 : La Chanson à deux sous (Pennies From Heaven) de Norman Z. McLeod
- 1936 : Rose Bowl
- 1936 : Counterfeit
- 1937 : Charlie Chan à Broadway (Charlie Chan on Broadway) de Eugene Forde
- 1937 : Top of the Town
- 1937 : Turn Off the Moon
- 1937 : It Can't Last Forever
- 1937 : Parole Racket
- 1937 : Swing It Professor
- 1937 : Motor Madness
- 1937 : Jeux de dames (Wife, Doctor and Nurse) de Walter Lang
- 1937 : As Good As Married
- 1937 : L'Amour en première page (Love Is News) de Tay Garnett
- 1937 : Time Out for Romance
- 1937 : Bill Cracks Down (en) de William Nigh
- 1937 : Find the Witness
- 1938 : Slander House
- 1938 : Pals of the Saddle de George Sherman
- 1938 : International Settlement (en) d'Eugene Forde
- 1938 : One Wild Night
- 1938 : Mysterious Mr. Moto
- 1938 : Squadron of Honor
- 1939 : The Return of the Cisco Kid
- 1939 : Made for Each Other
- 1939 : Those High Grey Walls
- 1939 : Monsieur Smith au Sénat (Mr. Smith Goes to Washington) de Frank Capra
- 1939 : Tell No Tales
- 1939 : Chirurgiens (Disputed Passage) de Frank Borzage
- 1939 : East Side of Heaven
- 1939 : Little Accident de Charles Lamont

### Années 1940
- 1940 : Elsa Maxwell's Public Deb No. 1
- 1940 : The Man I Married d'Irving Pichel
- 1940 : Correspondant 17 (Foreign Correspondent) d'Alfred Hitchcock
- 1940 : La Tempête qui tue (The Mortal Storm) de Frank Borzage
- 1940 : Men Without Souls
- 1940 : Danger Ahead
- 1940 : Gallant Sons
- 1940 : City of Chance
- 1940 : Mystery Sea Raider
- 1940 : Alias the Deacon
- 1940 : Forty Little Mothers
- 1940 : I'm Nobody's Sweetheart Now
- 1941 : Bedtime Story
- 1941 : Les Marx au grand magasin (The Big Store) de Charles Reisner
- 1941 :  Son patron et son matelot (A Girl, a Guy and a Gob) de Richard Wallace
- 1941 : Golden Hoofs
- 1941 : Life with Henry
- 1941 : Mr. District Attorney in the Carter Case
- 1941 : Paper Bullets
- 1941 : Richest Man in Town
- 1941 : The Stork Pays Off
- 1941 : Honolulu Lu
- 1942 : Confessions of Boston Blackie
- 1942 : Alias Boston Blackie
- 1942 : Broadway Big Shot
- 1942 : Le Mystérieux Docteur Broadway d'Anthony Mann
- 1942 : Heart of the Rio Grande
- 1942 : The Living Ghost
- 1942 : Le Nigaud magnifique (The Magnificent Dope)
- 1942 : Phantom Killer
- 1942 : Priorities on Parade
- 1943 : Fou de girls (Girl Crazy) de Norman Taurog et Busby Berkeley
- 1943 : Mademoiselle ma femme (I Dood It) de Vincente Minnelli
- 1944 : Goodnight, Sweetheart
- 1944 : Ever Since Venus
- 1944 : Ladies of Washington
- 1944 : The Lady and the Monster
- 1944 : The Port of Forty Thieves
- 1944 : Sailor's Holiday
- 1944 : Black Magic
- 1945 : Captain Tugboat Annie
- 1945 : In Old New Mexico
- 1945 : Fashion Model
- 1945 : Road to Alcatraz
- 1945 : La Foire aux illusions (State Fair) de Walter Lang
- 1945 : Sunset in Eldorado
- 1945 : There Goes Kelly
- 1945 : Wonder Man
- 1946 : Péché mortel (Leave Her to Heaven)
- 1946 : A Letter for Evie
- 1946 : La Mélodie du bonheur (Blue Skies) de Stuart Heisler
- 1946 : Do You Love Me
- 1946 : Gentleman Joe Palooka
- 1946 : Je vous ai toujours aimé (I've Always Loved You) de Frank Borzage
- 1946 : Lady Luck
- 1946 : Rendezvous with Annie d'Allan Dwan
- 1946 : Shadows Over Chinatown
- 1946 : That Brennan Girl
- 1946 : Two Smart People de Jules Dassin
- 1947 : The Devil Thumbs a Ride
- 1947 : La Vie secrète de Walter Mitty (The Secret Life of Walter Mitty) de Norman Z. McLeod
- 1947 : Violence